# 케사리아의 바실리오스
바실리오스 케사리아스(그리스어: Βασίλειος Καισαρείας), 흔히 성 대 바실리오스(그리스어: Άγιος Βασίλειος ο Μέγας 아요스 바실리오스 오 메가스[*], 라틴어: Sanctus Basilius Magnus 상투스 바실리우스 마뉴스[*], 영어: Basil of Caesarea, Saint Basil the Great, 329년 또는 330년~ 379년 1월 1일 또는 2일)는 오늘날 튀르키예에 속한 지역인 로마 제국 소아시아 카파도키아 지역 케사리아 마자카(오늘날 튀르키예 카이세리)의 그리스인 기독교 주교다. 그는 아리우스주의와 라오디케이아의 아폴리나리스 등 초기 그리스도교 이단의 주장들을 반박하고 니케아 신경을 지지한 유명한 신학자였다. 뛰어난 신학적 지식과 더불어 정치적으로도 유능한 인물로서, 자신의 능력으로 니케아 신학을 강력하게 옹호하였다.
바실리오스는 신학뿐만 아니라 가난하고 소외된 계층을 지원했던 인물로도 유명했다. 그는 공동체 생활과 전례력에 따른 기도, 고된 노동에 관한 지침도 마련하였다. 파코미오와 더불어 그는 ‘동방 기독교 수도 생활의 아버지’라고 불린다. 동방 기독교는 물론 서방 기독교에서도 바실리오스를 성인으로 공경하고 있다.
바실리오스는 나지안조스의 그레고리오스, 니사의 그레고리오스와 함께 ‘카파도키아 교부’라고 불린다. 동방 정교회와 동방 가톨릭교회에서는 나지안조스의 그레고리오스와 요한 크리소스토모스와 더불어 바실리오스를 위대한 3대 주교로 취급하고 있다. 동방 정교회와 로마 가톨릭교회에서는 바실리오스에게 교회학자라는 칭호를 부여하였다. 바실리오스의 별칭은 ‘천상 신비의 계시자’(그리스어: 'Ουρανοφαντωρ 우라노판도르[*])이다.

## 생애

### 젊은 시절과 공부

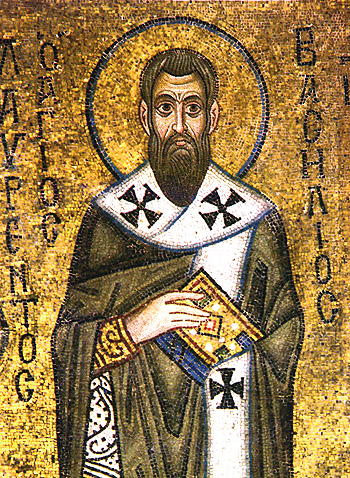
우크라이나 키예프의 성 소피아 대성당에 있는 성 대 바실리오스 성화.

바실리오스는 부유한 집안 출신으로, 330년경 폰토스에서 유명한 수사학자인 대 바실리오스와 그의 아내 카이사레아의 에멜리아 사이에서 태어났다. 바실리오스의 부모는 모두 독실한 기독교인이었다. 그의 외할아버지는 콘스탄티누스 1세 황제가 밀라노 칙령을 내리기 전에 처형당한 기독교 순교자였으며, 친할머니인 대 마크리나는 네오카이사레아의 그레고리오스를 따르던 사람이었다. 바실리오스에게는 소 마크리나와 나우크라시오, 세바스테의 베드로, 니사의 그레고리오스 등 네 명의 형제가 있었는데, 모두 신앙심이 깊었던 인물이었으며 나중에 바실리오스와 마찬가지로 시성되었다.
바실리오스는 350년 또는 351년경에 카파도키아의 카이사레아 마자카(오늘날 튀르키예의 카이세리)에서 정규 교육을 받았다. 그곳에서 그는 훗날 자신의 한평생 친구였던 나지안조스의 그레고리오스를 만나게 된다. 바실리오스와 그레고리오스는 함께 콘스탄티노폴리스로 유학을 가서 리바니우스의 문학을 비롯한 여러 가지를 공부하였다. 두 사람은 이후 349년 무렵 아테네로 가서 6년 가까이 동문수학했는데, 이 때 그들의 동급생 중에는 훗날 로마 황제이자 배교자가 되는 율리아누스도 있었다. 바실리오스는 356년에 아테네를 떠나 이집트와 시리아를 여행하다가 카이사레아로 돌아갔다. 고향에서 1년 동안 그는 법학과 수사학을 가르쳤다.
바실리오스의 인생이 바뀌게 된 결정적 계기는 카리스마적이고 금욕적인 성향의 주교 세바스테의 에우스타시오를 만나고 나서부터였다. 바실리오스는 곧 자신이 기존에 가르쳤던 학문을 버리고 하느님에게 자신의 남은 인생을 바치기로 결심하였다. 그는 서신에서 자신의 영적 깨우침에 대해 다음과 같이 묘사하였다.
| “ | 나는 어리석은 일들에 시간을 많이 낭비했으며, 헛된 일에 나의 젊음을 거의 소진했다. 그리고 하느님께서 어리석게 만든 지혜를 가르치는 일에 헌신했다. 그러다가 문득 나는 깊은 잠에서 깨어났다. 나는 복음서의 진리가 내포한 경이로운 빛을 목도했으며, 이 세계의 왕자들의 지혜는 공허하다는 것을 알게 되었다. | ” |

### 안네시
세례를 받고 기독교 신자가 된 바실리오스는 357년에 팔레스타인과 이집트, 시리아, 메소포타미아 등지를 여행하며 금욕과 수도생활을 배웠다. 그는 가난한 사람들에게 자신의 재산을 나누어 준 다음, 이리스의 네오카이사레아 인근에서 고독함 속에서 살았다. 바실리오스는 자신이 금욕적인 생활을 하며 깊은 신앙심을 갖고 금욕적인 생활을 하며 묵상하는 동안에는, 결코 마음 속에 고독이 자리잡을 여지가 없다는 사실을 깨닫게 되었다. 당시 폰토스 인근에는 유명한 은수자이자 바실리오스의 멘토였던 세바스테의 에우스타시오가 살고 있었다. 그러나 두 사람은 교리에 대한 서로의 이해관계의 차이점을 끝내 극복하지 못하고 결별하게 되었다.
혼자서 수도 생활을 하는 것보다는 여럿이 모여 수도 생활을 하는 방식에 더 이끌렸던 바실리오스는 358년 자신의 형제 베드로를 포함해서 자신과 같은 생각을 공유하고 있는 문하생들과 함께 하나의 공동체를 결성하였다. 바실리오스는 이들을 이끌고 안네시 인근의 자기 가문의 사유지에 정착해서 수도원을 세웠다. 미망인이 된 바실리오스의 어머니 에멜리아와 누이 마크리나를 포함한 몇몇 여인들도 이에 영향을 받아, 기도와 자선 활동에 자신의 생애를 바치기로 서원하였다. 일각에서는 마크리나 역시 수도 공동체를 세웠다는 주장이 있다.
바실리오스가 수도 공동체 생활에 관한 글을 쓴 것도 이 시기였다. 그가 집필한 글들은 동방 교회의 수도 전통의 발전에 결정적인 역할을 한 것으로 평가된다. 358년 바실리오스는 안네시에서 자신의 오랜 친구인 나지안조스의 그레고리오스를 다시 만났다. 그레고리오스 역시 바실리오스의 생각에 동조하여 그와 함께 수도 공동체 생활을 하였다. 바실리오스와 그레고리오스는 함께 오리게네스의 글들을 모은 《오리게네스의 필로칼리아》를 공동으로 작업하였다. 그리고 작업을 마친 후에 그레고리오스는 나지안조스에 있는 자기 가족들에게 돌아가기로 결심하였다.
360년 바실리오스는 제1차 콘스탄티노폴리스 공의회에 참석했다. 처음에 그는 성자가 그 본질적 존재에 있어서는 성부와 같지만 존재에 있어서는 같지 않다고 주장한 에우스타시오와 유사본질주의자들 같은 반(半)아리우스파의 편에 섰다. 유사본질주의자들은 에우노미오의 아리우스주의에 반대하기는 했지만, 삼위일체를 구성하는 성부와 성자와 성령이 동일한 본질을 지니고 있다고 주장한 니케아 신경의 지지자들에 대해서도 마찬가지로 반대하였다. 그러나 바실리오스의 교구장인 카이사레아의 디아니오 주교는 본래의 니케아 신경에 지지 의사를 표명하였다. 바실리오스는 결국 유사본질주의자들과 결별하고, 대신에 니케아 신경에 대한 강력한 지지자로 변모하였다.

### 카이사레아

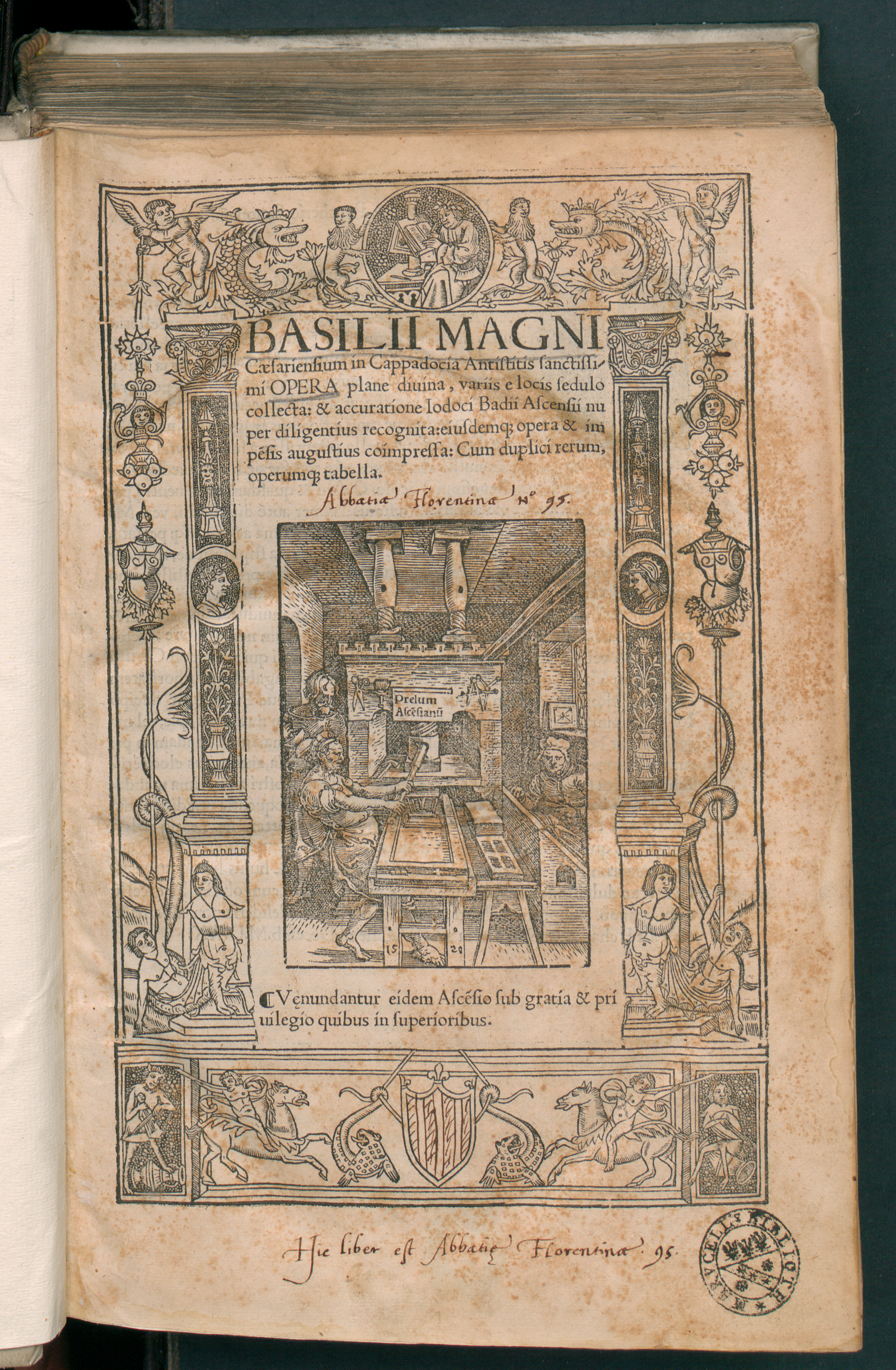
Basilii Magni Opera, 1540

362년 안티오키아의 멜레시오 주교의 주재로 바실리오스가 부제로 서품받았다. 그리고 카이사레아의 에우세비오 주교는 바실리오스를 자신의 교구로 불러들여 365년에 사제로 서품하였다. 이후 바실리오스는 본인의 개인적 영달이 아닌 교회의 필요에 의해 출세가도를 달리게 되었다.
바실리오스는 나지안조스의 그레고리오스와 함께 이후 수년 동안 아리우스파 이단자들과의 싸움으로 세월을 보냈다. 당시 카파도키아 교회 역시 아리우스파로 인하여 내홍을 겪어 분열 위기에 처해 있었기 때문이다. 두 사람은 서로 긴밀히 협력하여, 기량이 뛰어난 아리우스파의 신학자들 및 수사학자들에게 신학을 주제로 공개적인 토론을 하자고 제안하였다. 당시 로마 황제인 발렌스의 대리인들의 주재 아래 양측 간에 격렬한 논쟁이 벌어졌으며, 바실리오스와 그레고리오스가 아리우스파의 오류를 논박하고 전통 신앙을 옹호함으로써 승리를 거머쥐었다. 이러한 공적은 바실리오스와 그레고리오스가 장차 교회의 상층부로 진입하는 데 큰 도움이 되었다. 바실리오스는 이후 카이사레아 교구의 행정직을 맡게 되었으며, 에우세비오는 바실리오스가 초고속으로 승진하는 데다가 그의 명성과 영향력이 점차 커져가자 그를 시기하게 되었다고 전해진다. 나중에 그레고리오스는 바실리오스에게 자리에서 물러나 다시 돌아올 것을 설득하였고, 바실리오스는 그레고리오스의 요청을 받아들였다. 바실리오스가 떠난 이후 수년 동안 에우세비오는 교구의 유능한 관리자가 되어 사람들의 칭송을 받았다.
370년 에우세비오 주교가 선종하자, 바실리오스가 그의 뒤를 이어 370년 6월 14일 주교품에 올라 카이사레아의 교구장으로 착좌하였다. 그가 착좌한 카이사레아의 교구장직은 카이사레아 교구의 교회 지도자일 뿐만 아니라 폰토스의 총독이기도 했으며, 휘하에는 다섯 곳의 관하 교구가 있는 관구장이기도 하였다. 많은 사람은 에우세비오의 후임자를 뽑는 선거에서 바실리오스를 반대하였는데, 왜냐하면 카이사레아 교구장직이 그만큼 권력이 막강했기 때문이었다. 바실리오스는 혈기왕성하고 다소 고압적이면서도, 또한 너그럽고 동정심이 많은 성격이기도 했다. 이듬해 흉년이 닥치자 그는 자비로 무료 급식소를 차려서 가난한 사람들에게 음식을 나누어 주었다. 그리고 자기 집안의 재산을 가난한 사람들을 돕기 위한 원조금으로 사용하였다.
바실리오스가 쓴 서간들을 보면, 그가 도적들과 매춘부들의 회개를 위해 부던히 노력했다는 점을 알 수 있다. 또한 그가 사제들이 부유함과 안락함 등에 마음을 빼앗기지 않도록 그들의 정신이 깨어있는 상태로 유지하는 것은 물론 장차 사제 서품을 받는 후보자들을 선택하는 데 있어 매우 주의를 기울였다는 점도 알 수 있다. 바실리오스는 또한 법을 공정하게 집행해야 하는 공직자들이 자신의 의무를 다하지 않은 것에 대해 용감하게 비판하고 나섰다. 그리고 매일 아침과 저녁마다 자신의 주교좌 성당에서 설교를 했는데, 많은 군중이 그의 설교를 듣기 위해 몰려들었다. 이 밖에도 그는 카이사레아 외곽에 바실리아드라는 이름의 큰 복합 건물을 지었는데, 이 안에는 구빈원, 구제원, 병원 등이 포함되어 있었다.
하지만 무엇보다도 정통 신앙에 대한 그의 열정은 심지어 그의 적대자마저 감탄할 정도였다. 이와 관련하여 한 가지 이야기가 전해내려오고 있다. 평소에 바실리오스의 명성을 익히 들어 알고 있던 발렌스 황제는 그를 아리우스파로 끌어들이기 위하여 총독 모데스투스로 하여금 그에게 아리우스파로 전향할 것을 권유하였다. 그러나 바실리오스는 모데스투스의 권유를 단호하게 거절하였다. 단칼에 거절당하자 모데스투스는 “그렇다면 어쩔 수 없이 재산을 몰수당하거나 매질을 당하거나 귀양을 가거나 사형을 당하거나 그 중의 하나는 면하기 어려울 것이다.”라고 위협하였지만, 바실리오스는 “그러한 것이라면 조금도 두렵지 않다. 나는 수도자이므로 몰수당할 만한 재산도 없고, 고행에 익숙하기 때문에 매질도 그다지 어려울 것 없으며, 참된 고향은 천국이니 어디로 귀양을 보내도 별 문제점이 없고, 사형에 처한다면 즉각 천국에 갈 수 있으므로 오히려 내가 원하는 바이다.”라고 대답하였다. 이에 총독은 발렌스 황제에게 돌아가 “바실리오스의 신앙의 견고함에는 어찌할 도리가 없습니다.”라고 보고하였다. 발렌스 황제는 바실리오스의 용기에 감탄하고 그를 탄압하기는커녕 오히려 몸소 그를 찾아가 그가 집전한 예수 공현 대축일 성찬예배에 참례한 후, 그의 자선 활동을 돕기 위한 차원에서 카이사레아 인근의 별장지를 하사하였다. 그러자 아리우스파에서 이를 못마땅하게 여기고 발렌스 황제를 매일같이 찾아가 바실리오스를 처벌할 것을 요구하였다. 결국 황제는 아리우스파의 성화에 못이겨 그를 유배형에 처한다는 교서를 작성하였다. 그런데 서명을 할 때마다 펜이 부러지고 더군다나 그날 밤부터 황태자가 갑자기 원인을 알 수 없는 병에 시달려 몸져눕게 되었다. 발렌스는 이를 죄없는 바실리오스를 귀양 보내려고 한 자신에 대한 천벌이라고 생각하고 바실리오스에게 황태자를 위해 기도해줄 것을 부탁하였다. 바실리오스가 황태자를 위해 기도하자 신기하게도 황태자의 병이 깨끗이 완치되었다. 그러자 황제는 깊이 뉘우치며 바실리오스에 대한 유배형을 파기하였다. 이러한 일련의 사건들은 교회에 대한 국가 권력을 제한하는데 일조하였다.
한편 바실리오스는 그 당시 점차 세력을 확장해가는 아리우스주의를 목도하고 있었다. 성부와 성자가 서로 완전히 다른 별개의 존재라고 주장하는 이 이단적 사상은 급속도로 지지자들을 확보해 갔으며, 특히 알렉산드리아에 널리 확산되어 갔다. 바실리오스를 이 같은 상황에 개탄하며 이대로 가다가는 장차 교회의 일치가 깨질 것이라고 우려하였다. 바실리오스는 과거에 유사본질주의자들과 결별할 때 서방의 아타나시오 주교로부터 도움을 받은 적이 있었다. 아타나시오는 바실리오스에게 유사본질주의의 오류를 가르쳐 줌으로써 그가 정통 신앙에 대한 확신을 갖도록 하였다. 바실리오스는 동방 교회의 충실한 기독교인으로서 유사본질주의를 거부하고 성부와 성자와 성령이 한 몸을 이루고 있다는 정통 교리를 공개적으로 지지했음에도 불구하고, 371년에 정통 기독교 신앙의 열성분자들로부터 비난을 받았다. 그러자 아타나시오가 나서서 바실리오스를 변호해 주었다. 바실리오스는 또한 교리적 차이점에도 불구하고 세바스테의 에우스타시오와의 친밀한 관계를 유지하였다.

### 죽음
바실리오스는 교리 논쟁을 둘러싼 교회 내 분란이 끝나는 것을 보지 못하고 선종하였다. 간질환을 앓은 데다가 극단적인 금욕적인 생활은 그의 죽음을 재촉한 하나의 원인이 되었다. 바실리오스가 언제 선종했는지에 대해서는 역사학자들끼리 서로 의견을 달리하고 있다.

## 같이 보기
- 나지안조스의 그레고리오스
- 니사의 그레고리오스
- 요한 크리소스토모
- 카파도키아 교부